# Dynamite!!
Dynamite!! – nazwa corocznej gali sportów walki organizowanej w latach 2002-2010 przez Fighting and Entertainment Group. Podczas imprezy rozgrywane były zarówno walki kick-bokserskie w formule K-1, jak i pojedynki na zasadach MMA. 

## Historia
Pierwsze zawody tej serii zostały rozegrane o zmierzchu 28 sierpnia 2002 roku na Stadionie Olimpijskim w Tokio pod nazwą PRIDE/K-1 Dynamite! (na rynku międzynarodowym promowane jako PRIDE Shockwave 2002). Gala była współprodukowana z PRIDE FC i wystąpili na niej zawodnicy obu organizacji. Według oficjalnych danych zgromadziła ona ponad 91-tysięczną widownię, co jest rekordem dla zawodów MMA.
Następna edycja (K-1 Premium Dynamite!!) była już wyłączną produkcją FEG i zorganizowana została w noc sylwestrową 2003 roku, czyli okresie największej oglądalności, gdy japońskie rodziny tradycyjnie zasiadają przed telewizorami. Konkurencyjnymi show organizowanymi tej samej nocy były PRIDE Otoko Matsuri/Shockwave i Inoki Bom-Ba-Ye. W następnych latach już tylko FEG regularnie kontynuowała organizację sylwestrowych gal Dynamite!!
2 czerwca 2007 roku w Los Angeles FEG we współpracy z amerykańskim promotorem EliteXC zorganizowała jedyną galę Dynamite!! poza granicami Japonii. Miała ona pomóc Japończykom w ekspansji na północnoamerykański rynek mieszanych sztuk walki. Impreza składała się jedynie z walk MMA, a gwoździem programu był debiut w tym sporcie gwiazdy wrestlingu Brocka Lesnara. Gala zakończyły się porażką finansową i marketingową, a trzech jej uczestników (m.in. Royce Gracie) przyłapano na dopingu.

## Lista gal Dynamite!!
| Gala                        | Data             | Miejsce     | Arena                         | Widzowie |
| --------------------------- | ---------------- | ----------- | ----------------------------- | -------- |
| PRIDE Shockwave/Dynamite!   | 28 sierpnia 2002 | Tokio       | Stadion Olimpijski w Tokio    | 91 107   |
| K-1 PREMIUM 2003 Dynamite!! | 31 grudnia 2003  | Nagoja      | Nagoya Dome                   | 43 560   |
| K-1 PREMIUM 2004 Dynamite!! | 31 grudnia 2004  | Osaka       | Osaka Dome                    | 52 918   |
| K-1 PREMIUM 2005 Dynamite!! | 31 grudnia 2005  | Osaka       | Osaka Dome                    | 53 025   |
| K-1 PREMIUM 2006 Dynamite!! | 31 grudnia 2006  | Osaka       | Osaka Dome                    | 51 930   |
| Dynamite!! USA              | 2 czerwca 2007   | Los Angeles | Los Angeles Memorial Coliseum | 18 340   |
| K-1 PREMIUM 2007 Dynamite!! | 31 grudnia 2007  | Osaka       | Osaka Dome                    | 47 928   |
| Dynamite!! 2008             | 31 grudnia 2008  | Saitama     | Saitama Super Arena           | 25 634   |
| Dynamite!! 2009             | 31 grudnia 2009  | Saitama     | Saitama Super Arena           | 45 606   |
| Dynamite!! 2010             | 31 grudnia 2010  | Saitama     | Saitama Super Arena           | 26 729   |